# Умфравиль, Гилберт де, 1-й граф Ангус
Гилберт де Умфравиль (англ. Gilbert de Umfraville; приблизительно 1244 — до 13 октября 1307) — англо-шотландский аристократ, 1-й граф Ангус с 1267 года. Участвовал в англо-шотландских войнах на стороне Англии.

## Биография
Гилберт де Умфравиль был единственным сыном английского барона того же имени, владевшего землями в Нортумберленде, и Матильды — наследницы кельтского графства Ангус в Шотландии. Он родился приблизительно в 1244 году. Гилберт-старший умер в апреле 1245 года, и король Англии Генрих III передал его сына под опеку Симона де Монфора. В юности Умфравиль поддержал Монфора, когда тот возглавил баронскую оппозицию, но позже перешёл на сторону короны. В частности, он сражался в рядах роялистов при Ившеме в 1265 году.
Начиная с 1267 года Гилберта официально именовали графом Ангусом и вызывали в этом качестве в английский парламент. Благодаря мирным отношениям между двумя королевствами Умфравиль мог спокойно владеть землями и в Англии, и в Шотландии; известно, что он контролировал все основные замки в графстве Ангус. В марте 1290 года граф заседал в шотландском парламенте, который согласился ратифицировать Солсберийский договор о браке Маргарет Норвежской Девы с сыном английского короля. В мае 1291 года он был на совете магнатов в Норхэме и там признал верховную власть Эдуарда I Английского над Шотландией, но не решился передать ему свои замки Данди и Форфар. Впрочем, 10 июня Эдуард обязался возместить Умфравилю ущерб в связи с передачей замков, а 13 июня тот присягнул Эдуарду как сюзерену Шотландии. Вскоре Гилберт был назначен губернатором замков и всего Ангуса.
В 1292 году Умфравиль признал Джона Баллиола королём Шотландии. В 1293 году он засвидетельствовал соглашение Джона с Англией относительно его наследственных английских земель. В 1294 году граф сражался в Гаскони с французами, в 1295 и 1296 годах его вызывали в английский парламент как Гилберта де Умфравиля. Когда Джон Баллиол порвал с Эдуардом, Ангус встал на сторону англичан. Он сопровождал Эдуарда в его победоносном походе на север летом 1296 года. Во время этой кампании 22 августа в Бервике его сын, тоже Гилберт, жестоко расправился со слугой короля Хью де Лоутером и был спасён от гнева Эдуарда только благодаря Ангусу и другим магнатам, вступившимся за него.
26 января 1297 года Умфравиль был впервые с 1283 года вызван в английский парламент как граф Ангус. Именно под этим титулом в дальнейшем вызывали Гилберта, его сына и внука. Одни учёные полагают, что эта практика позволяет говорить о создании английского титула графа Ангуса, другие — что Умфравилей следует считать баронами, а графами их именовали только из учтивости.
Ангус продолжал поддерживать Эдуарда I в Шотландии. В 1297 году ему было приказано выставить в армию как минимум 300 пехотинцев, 1 ноября того же года он получил благодарность короля за свои услуги. В 1298 году Гилберт сражался при Фолкерке. Хронист XV века Джон Хардинг сообщает даже, что именно Умфравиль взял в плен Уоллеса, а потом победил Роберта Брюса в битве и стал регентом всей Шотландии к северу от Ферт-оф-Форта, но это явный вымысел. Граф получил свой последний вызов в парламент в августе 1307 года и умер в том же году. Его похоронили рядом с женой в Хексемском монастыре, где сохранились надгробия.

## Семья
Гилберт де Умфравиль был женат на Элизабет Комин, третьей дочери Александра Комина, 2-го графа Бьюкена, и Элизабет де Квинси. Графиня пережила мужа, но умерла до ноября 1328 года. В этом браке родились трое сыновей. Старший, Гилберт, участвовавший в шотландских войнах и женившийся на Маргарет де Клер, дочери Томаса де Клера, умер в 1303 году, не оставив потомства. Вторым был Роберт, которого принято считать 2-м графом Ангус. О третьем сыне, Томасе, известно, что в 1295 году он учился в Оксфорде. В 1306 году граф выделил ему годовую ренту в 20 фунтов стерлингов из доходов от поместья в Ридсдейле.